# سیب‌زمینی تنوری

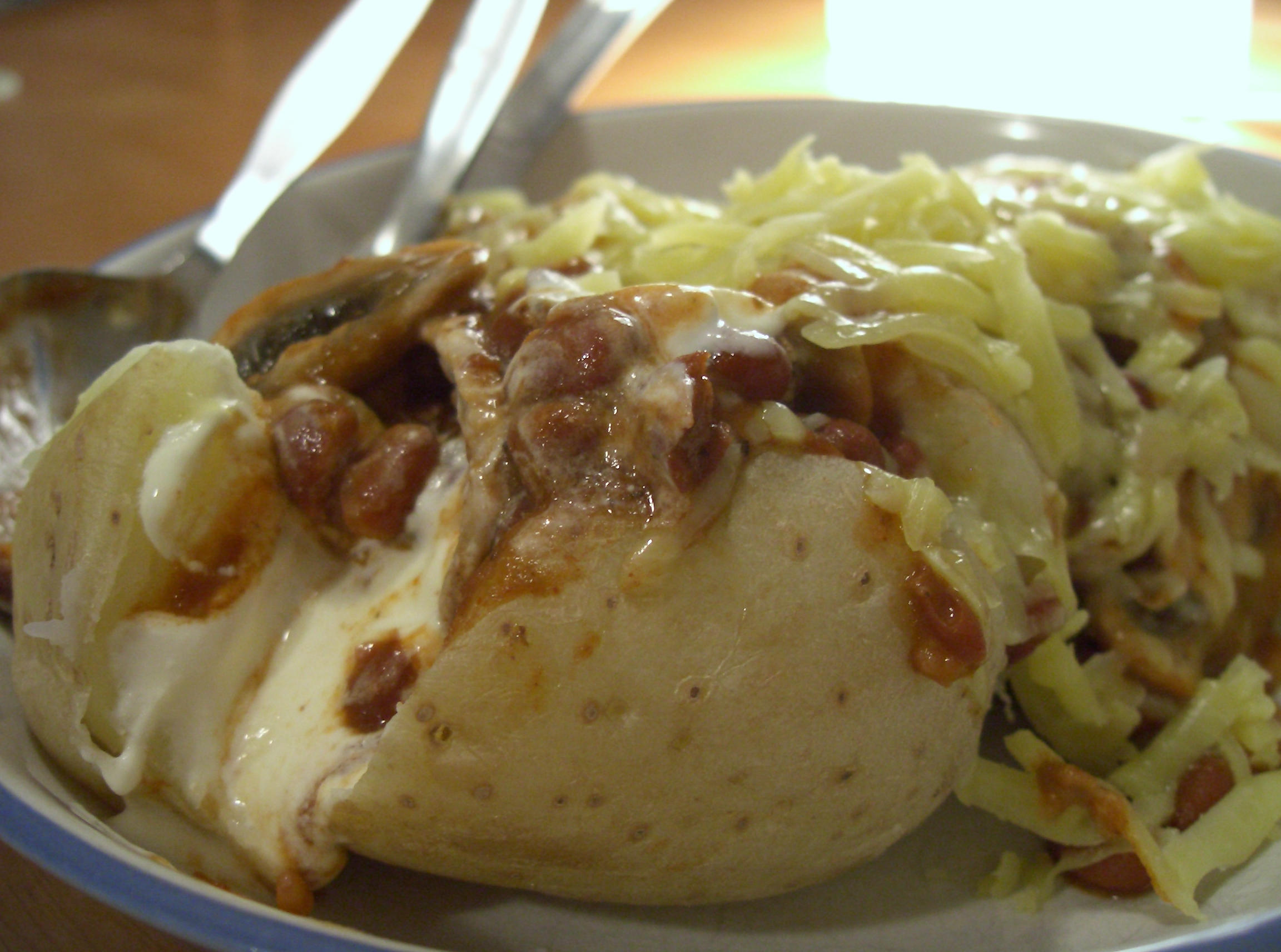
سیب زمینی پخته شده در مایکروویو

سیب‌زمینی تنوری غذایی است که حاصل پختن سیب‌زمینی در یک دستگاه پخت دارای سامانه جابه‌جایی گرمایی همرفت مانند مایکروویو، آون توستر، تنورهای سنتی و فر یا همچنین حاصل تماس مستقیم سیب‌زمینی با آتش باز می‌باشد. سیب‌زمینی پخته را به همراه کره، پنیر، خامه ترش و ژامبون نیز می‌خورند. بسیاری از رستوران‌ها دارای تنورهای صنعتی بزرگ برای طبخ تعداد زیادی سیب‌زمینی هستند تا ضمن گرم نگه داشتن آنها، سیب‌زمینی‌ها را برای ارائه به مشتری آماده نگه دارد. سیب‌زمینی پخته شده دارای سطحی تردو مغزی نرم و پرزدار می‌باشد.

## یرالماکبابی
همچنین یرالماکبابی (به ترکی آذربایجانی: یئرالماکابابی) یکی از غذاهای محلی شهر ارومیه و برخی شهرهای منطقه آذربایجان می‌باشد و بعنوان برند غذایی این شهر (ارومیه) نیز مشهور است.

## واژه‌شناسی
یرالما (نوشتار ترکی: یئرالما Yeralma) در زبان ترکی آذربایجانی به معنی سیب‎زمینی است که بدلیل پخت کبابی آن در تنور به یرالماکبابی مشهور شده است و یکی از تغزیه‌‏های سالم آذربایجانی است.

## ترکیبات
یرالماکبابی معمولا در اغذیه‎فروشی‎هایی با عنوان یرالماکبابی ارائه می‎شود.
- سیب‌زمینی (یرالما) (که در تنور بصورت کبابی پخت شده است)
- کره محلی
- سبزی
- گوجه فرنگی
- خیارشور
- تخم‌مرغ بصورت دلخواه و همراه با یرالما داخل نان سنگک قرار داده می‌شود.
- دوغ محلی
- ادویه

## طرز تهیه یرالماکبابی خانگی
مرحله اول آدماده کردن یرالماها (سیب‎زمینی‌ها): سیب‌زمینی‌ها (به تعداد لازم) را بشویید و بعد از خشک کردن، داخل قابله‎ای آلومنیومی که داخل آن، به اندازه ۲-۳ سانتی‎متر  نمک یا قلوه سنگ ریخته‎اید قرار دهید.  حرارت را متوسط کنید و ۲۰ تا ۳۰ دقیقه زمان نیاز است تا سیب‌زمینی‌ها نرم شوند و بپزند.
به دلخواه (اگر می‎خواهید همراه سیب‎زمینی، تخم‌مرغ هم سر کنید)، هم‌زمان تخم‌مرغ‌ها را هم آب‌پز کنید. تخم‌مرغ‌ها را در یک قابلمه کوچک بگذارید و روی آن‌ها را با آب بپوشانید. روی حرارت زیاد بگذارید تا آب بجوشد. حرارت را کم کنید و در قابلمه را به مدت ۴ تا ۵ دقیقه بگذارید. اگر ترجیح می‌دهید زرده‌تان خیلی نرم نباشد، آن را به مدت ۶ تا ۸ دقیقه بپزید. پس از این مدت، تخم‌مرغ‌ها را کنار بگذارید تا کمی خنک شوند؛ سپس پوست بگیرید.
بعد از آماده شدن یرالماکبابی، سنگک‎ها را به اندازه‌های دلخواه و بصورت ساندیچی برش دهید و یرالماکبابی را رو آن قرار داده و روی قسمتی از نان پهن کنید. سپس نمک و فلفل و سبزیجات و ادویه و خیارشور و گوجه‌فرنگی و کره را به دلخواه به آن اضافه کنید. اکنون آماده سرو است.
ضمنا در برخی  مواقع به جای پخت یرالما در داخل قابلمه و روی نمک و یا قلوه‌سنگ داخل آب آب‌پز کرده سرو می‎کنند.